# 다나카 가쓰유키
다나카 가쓰유키(일본어: 田中 克幸, 2002년 3월 15일~)는 일본의 축구 선수이다.

## 구단 경력
그는 2024년 J1리그의 홋카이도 콘사돌레 삿포로에 입단했다. 2024년후 J2리그에 강등했다.